# بيتر ميتشيل (لاعب غولف)
بيتر ميتشيل (بالإنجليزية: Peter Mitchell)‏ هو لاعب غولف بريطاني، ولد في 6 أبريل 1958 في لندن في المملكة المتحدة.

## وصلات خارجية
- بيتر ميتشيل على موقع رابطة أوروبا للاعبي الغولف المحترفين (الإنجليزية)
- بيتر ميتشيل على موقع التصنيف العالمي الرسمي للغولف (الإنجليزية)